# Stadhampton

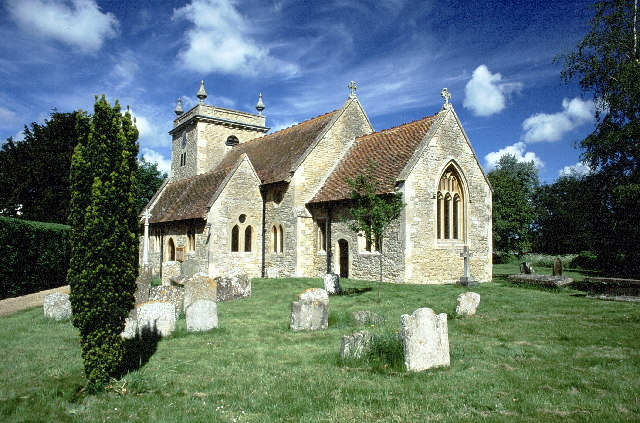
L'église de Stadhampton.

Stadhampton est un village et une paroisse civile de l'Oxfordshire, en Angleterre. Il est situé à 16 km au sud-est d'Oxford et à 8 km au nord de Wallingford, près de la Thame.
Outre le village même de Stadhampton, la paroisse civile comprend le village de Chiselhampton et les hameaux de Brookhampton et Ascott.